# Roben Nsue
Roben Obama Nsue Ondo (Ebeiñ-Yenkeng, 21 giugno 1993) è un calciatore equatoguineano, attaccante del Atlético Semu e della Nazionale equatoguineana.

## Carriera

### Club
Ha sempre giocato per squadre equatoguineane.

### Nazionale
Ha esordito in Nazionale nel 2014.